# Bundestagswahlkreis Dresden I (1990)
Der Bundestagswahlkreis Dresden I (1990) war von 1990 bis 2002 ein Wahlkreis in Sachsen. Er besaß die Nummer 318 und umfasste von der sächsischen Landeshauptstadt Dresden die früheren Stadtbezirke Ost und Süd. Im Rahmen der Wahlkreisreform von 2002, bei der sich die Anzahl der Wahlkreise in Sachsen von 21 auf 17 reduzierte, wurde ein gleichnamiger Wahlkreis gebildet, der nunmehr die neu gegründeten Stadtbezirke Altstadt, Blasewitz, Leuben, Prohlis und Plauen umfasst. Speziell durch die Hinzunahme des Gebietes des Stadtbezirks Altstadt erhöhte sich die Zahl der Wahlberechtigten zur Bundestagswahl auf über 40.000 Wähler.

## Wahlergebnisse

### Bundestagswahl 1998
| Kandidaten                     | Kandidaten                    | Parteien/Listen           | Erststimmen | Erststimmen | Zweitstimmen | Zweitstimmen |
| Kandidaten                     | Kandidaten                    | Parteien/Listen           | Stimmen     | %           | Stimmen      | %            |
| ------------------------------ | ----------------------------- | ------------------------- | ----------- | ----------- | ------------ | ------------ |
|                                | Christa Reichardgewählt im WK | CDU                       | 54.889      | 38,2        | 49.075       | 34,1         |
|                                | Manfred Müntjes               | SPD                       | 38.764      | 27,0        | 35.355       | 24,6         |
|                                | Barbara Lässig                | PDS                       | 30.914      | 21,5        | 30.922       | 21,5         |
|                                | Antje Hermenau                | GRÜNE                     | 8.797       | 6,1         | 11.072       | 7,7          |
|                                | Arno Schmidt                  | F.D.P.                    | 3.882       | 2,7         | 5.485        | 3,8          |
|                                | Werner Zuse                   | BüSo                      | 1.056       | 0,7         | 382          | 0,3          |
|                                | –                             | BFB – Die Offensive       | –           | –           | 575          | 0,4          |
|                                | –                             | Chance 2000               | –           | –           | 566          | 0,4          |
|                                | –                             | DVU                       | –           | –           | 2.921        | 2,0          |
|                                | −                             | GRAUE                     | –           | –           | 952          | 0,7          |
|                                | Ottokar Schimkat              | REP                       | 4.073       | 2,8         | 1.963        | 1,4          |
|                                | –                             | Pro DM                    | –           | –           | 3.138        | 2,2          |
|                                | −                             | NPD                       | –           | –           | 1.070        | 0,7          |
|                                | –                             | ödp                       | –           | –           | 195          | 0,1          |
|                                | −                             | PBC                       | –           | –           | 240          | 0,2          |
|                                | Lothar Häupl                  | Bündnis für Gerechtigkeit | 1.159       | 0,8         | –            | –            |
| Gesamt                         | Gesamt                        | Gesamt                    | 143.534     | 100         | 143.911      | 100          |
|                                |                               |                           |             |             |              |              |
| Ungültige Stimmen              | Ungültige Stimmen             | Ungültige Stimmen         | 1.878       | 1,3         | 1.501        | 1,0          |
| Wähler                         | Wähler                        | Wähler                    | 145.412     | 83,7        | 145.412      | 83,7         |
| Wahlberechtigte                | Wahlberechtigte               | Wahlberechtigte           | 173.762     |             | 173.762      |              |
|                                |                               |                           |             |             |              |              |
| Quellen: Der Bundeswahlleiter, |                               |                           |             |             |              |              |

### Bundestagswahl 1994
| Kandidaten                     | Kandidaten                    | Parteien/Listen   | Erststimmen | Erststimmen | Zweitstimmen | Zweitstimmen |
| Kandidaten                     | Kandidaten                    | Parteien/Listen   | Stimmen     | %           | Stimmen      | %            |
| ------------------------------ | ----------------------------- | ----------------- | ----------- | ----------- | ------------ | ------------ |
|                                | Christa Reichardgewählt im WK | CDU               | 62.801      | 47,7        | 60.204       | 45,5         |
|                                | –                             | SPD               | 23.949      | 18,2        | 23.700       | 17,9         |
|                                | –                             | PDS               | 26.674      | 20,2        | 28.592       | 21,6         |
|                                | –                             | GRÜNE             | 11.237      | 8,5         | 10.765       | 8,1          |
|                                | –                             | F.D.P.            | 3.531       | 2,7         | 5.571        | 4,2          |
|                                | –                             | GRAUE             | 2.008       | 1,5         | 1.229        | 0,9          |
|                                | –                             | REP               | 1.549       | 1,2         | 1.588        | 1,2          |
|                                | –                             | MLPD              | –           | –           | 48           | 0,0          |
|                                | –                             | ÖDP               | –           | –           | 299          | 0,2          |
|                                | –                             | PBC               | –           | –           | 202          | 0,2          |
| Gesamt                         | Gesamt                        | Gesamt            | 131.749     | 100         | 132.198      | 100          |
|                                |                               |                   |             |             |              |              |
| Ungültige Stimmen              | Ungültige Stimmen             | Ungültige Stimmen | 1.447       | 1,1         | 998          | 0,7          |
| Wähler                         | Wähler                        | Wähler            | 133.196     | 75,7        | 133.196      | 75,7         |
| Wahlberechtigte                | Wahlberechtigte               | Wahlberechtigte   | 176.006     |             | 176.006      |              |
|                                |                               |                   |             |             |              |              |
| Quellen: Der Bundeswahlleiter, |                               |                   |             |             |              |              |

### Bundestagswahl 1990
| Kandidaten                  | Kandidaten                | Parteien/Listen   | Erststimmen | Erststimmen | Zweitstimmen | Zweitstimmen |
| Kandidaten                  | Kandidaten                | Parteien/Listen   | Stimmen     | %           | Stimmen      | %            |
| --------------------------- | ------------------------- | ----------------- | ----------- | ----------- | ------------ | ------------ |
|                             | Hans Geislergewählt im WK | CDU               | 65.946      | 48,9        | 63.077       | 46,5         |
|                             | Frank Heltzig             | SPD               | 17.849      | 13,2        | 18.049       | 13,3         |
|                             | Christine Ostrowski       | PDS               | 17.750      | 13,2        | 17.304       | 12,8         |
|                             | −                         | DSU               | –           | –           | 1.561        | 1,2          |
|                             | Arno Schmidt              | F.D.P.            | 13.338      | 9,9         | 17.422       | 12,9         |
|                             | Karl-Hartmut Müller       | GRÜNE             | 15.556      | 11,5        | 13.459       | 9,9          |
|                             | −                         | BSA               | –           | –           | 16           | 0,0          |
|                             | −                         | LIGA              | –           | –           | 387          | 0,3          |
|                             | Christa-Lena Worscheck    | DIE GRAUEN        | 3.456       | 2,6         | 2.467        | 1,8          |
|                             | –                         | REP               | –           | –           | 803          | 0,6          |
|                             | –                         | KPD               | –           | –           | 49           | 0,0          |
|                             | Gunnar Gräßler            | NPD               | 1.061       | 0,8         | 617          | 0,5          |
|                             | –                         | ÖDP               | –           | –           | 225          | 0,2          |
|                             | –                         | Patrioten         | –           | –           | 16           | 0,0          |
|                             | –                         | SpAD              | –           | –           | 13           | 0,0          |
|                             | −                         | VAA               | –           | –           | 87           | 0,1          |
| Gesamt                      | Gesamt                    | Gesamt            | 134.956     | 100         | 135.552      | 100          |
|                             |                           |                   |             |             |              |              |
| Ungültige Stimmen           | Ungültige Stimmen         | Ungültige Stimmen | 2.117       | 1,5         | 1.521        | 1,1          |
| Wähler                      | Wähler                    | Wähler            | 137.073     | 76,9        | 137.073      | 76,9         |
| Wahlberechtigte             | Wahlberechtigte           | Wahlberechtigte   | 178.238     |             | 178.238      |              |
|                             |                           |                   |             |             |              |              |
| Quellen: Statistik Sachsen, |                           |                   |             |             |              |              |

## Wahlkreissieger
| Wahl | Name             | Partei | Erststimmen |
| ---- | ---------------- | ------ | ----------- |
| 1998 | Christa Reichard | CDU    | 34,1 %      |
| 1994 | Christa Reichard | CDU    | 45,5 %      |
| 1990 | Hans Geisler     | CDU    | 46,5 %      |